# Ludovica Albertoni
Ludovica Albertoni (Roma, 1474 - 1533) va ser una monja terciària franciscana, venerada com a beata per l'Església catòlica.

## Biografia
Ludovica Albertoni Cetera va néixer a Roma en una família rica i coneguda. Va casar-se amb Giacomo de Citara i va ser mare de tres filles, però va quedar vídua en 1506. Llavors va entrar en el Tercer Orde Regular de Sant Francesc, gastant la seva fortuna i arruïnant la seva salut tenint cura dels pobres i ajudant-los. Van fer-se famosos els seus episodis d'èxtasi i miracles que se li van atribuir, a més del do de levitació.
Va morir el 31 de gener de 1533. Venerada des de llavors, va ser beatificada el 28 de gener de 1671 per Climent X.

## Escultura de Bernini
Ludovica Albertoni és coneguda per l'escultura que en va fer Gian Lorenzo Bernini a l'església de San Francesco a Ripa de Roma. L'escultura, una de les obres cabdals de l'art barroc, captura el moment que la beata mor, mostrant-la en èxtasi en la unió amb Déu.